# Ester Xargay Melero
Ester Xargay Melero   (Sant Feliu de Guíxols, 12 d'abril de 1960 - Palamós, 19 de gener de 2024) fou una poeta, videoartista i agitadora cultural catalana. També va ser activa escrivint novel·les, assaigs i traduccions. L'experimentació va marcar sempre la seva obra singular tant poètica com audiovisual, mitjançant la qual va abordar temes com el capitalisme avançat, el masclisme, la destrucció del medi ambient i la repressió de l'Estat espanyol.

## Biografia
Va passar la seva adolescència i joventut entre París i Bourges i va tornar als Països Catalans quan tenia 18 anys per a estudiar Història de l'Art a la Universitat de Barcelona i ben aviat va començar a interessar-se pel vincle entre les arts plàstiques i la poesia. Va formar part del panorama poètic català del tombant de segle xxi, teixint la seva obra i fent moure, des de l'ombra de darrere l'encanyissada, moltes activitats i iniciatives culturals. Va conrear també el gènere de l'acció artística i el happening.
La seva obra poètica s'ha descrit com a trencadora. Va col·laborar en diverses propostes d'investigació poètica, algunes de les quals juntament amb Carles Hac Mor. També va exercir de guionista i de traductora d'obres de Blas de Otero, Tzvetan Todorov, Blaise Pascal i Raymond Queneau.
Xargay va col·laborar en diaris i revistes com ara Avui, Papers d'Art, Reduccions, Transversal, Talp Club, Làtex, Sense títol, Barcelona Review, Internet Corner o El Temps, amb articles sobre la interdisciplinarietat, la dissolució dels gèneres i altres temes en el camp de l'art i la literatura. La seva poesia destaca per jugar amb les formes i trencar-les: sovint als seus versos no hi ha persones ni temps ni seqüencialitat, per reivindicar l'alliberament de l'estil i explorar la poesia lluny de la mirada més tradicional.
Es va encarregar de la Setmana de Poesia de Barcelona amb David Castillo entre 2005 i 2010 i amb Eduard Escoffet i Martí Sales el 2011. Els últims anys va dirigir La Païssa, un espai cultural dins d'El Marquet de les Roques, al Parc Natural de Sant Llorenç del Munt i l'Obac, la casa on estiuejava Pere Quart, propietat de la Diputació de Barcelona.
El 2025, l'Ajuntament de Juneda i el Centre de les Arts i la Memòria de Ponent (CAMP) va impulsar creació del premi Ester Xargay de Videopoesia, un guardó destinat a fomentar el camp del videoart vinculat a la literatura, el qual reconeix les millors peces audiovisuals basades en poemes, explorant la relació entre la paraula i la imatge en moviment.

## Obra publicada

### Poesia

#### Volums de poesia
- Els àngels soterrats, plaquette, Barcelona: Cafè Central, 1990[15]
- Un pedrís de mil estones, coescrit amb Carles Hac Mor, Tarragona: Edicions El Mèdol, 1992 - (en la col·lecció El Mèdol Narrativa, però es podria considerar poesia en prosa). (ISBN 9788486542474)
- Volts en el temps, La Cèl·lula, 1997 (reeditat dins el llibre Trenca-sons)
- Epítom infranu o no (Ombres de poemes de Marcel Duchamp), coescrit amb en Carles Hac Mor, Lleida: Pagès Editors, 1997. (ISBN 9788479354565)
- Darrere les tanques, amb dos pròlegs d'Annie Bats, un dels quals en vers, i dibuixos d'Humberto Rivas / Andrés Hispano. Palma: El Tall Editorial, 2000. (ISBN 9788487685897)
- Trenca-sons, llibre en 8 parts amb fotografies de Gemma Nogueroles, imatges digitals d'Eugenio Tisselli i collage de Pere Noguera. Gaüses: Llibres del Segle, 2002. (ISBN 9788489885417)
- Salflorvatge, amb dibuixos de Mariona Millà. Barcelona: March Editor, 2006. (ISBN 9788496638006)
- Zooflèxia (el bestiari més veritable de tots), coescrit amb Carles Hac Mor, amb dibuixos de Mariona Millà. Barcelona: March Editor, 2007. (ISBN 9788496638099)
- Fissura, llibre ‘partit': mig llibre de poemes de Xargay i mig de Carles Hac Mor, amb vídeo de Nora Ancarola i imatges de Marga Ximenez. Barcelona: Edicions 1010, 2008 (edició artesana de tiratge limitat).
- Aürt, Lleida: Pagès Editors, 2009. (ISBN 9788497797504)
- Eixida al sostre, poesia d'Ester Xargay, imatges de Vicenç Viaplana, col·lecció «La imatge que parla», Tarragona: Arola Editors, 2009. (ISBN 9788492408863)
- Infinitius, col·lecció La Fosca 30. Palma: Lleonard Muntaner Editor, 2017. (ISBN 978-84-16554-59-1)
- Desintegrar-se, Premi de Poesia Cadaqués a Rosa Leveroni 2018. Barcelona: Editorial Meteora, 2019. (ISBN 978-84-948342-6-4)[16][17]

#### Plaquettes i desplegables
Els següents reculls estan publicats en format de plaquettes (plecs) o desplegables.
- Les flaires del galliner, poema desplegable sobre collage d'en Pere Noguera. revista/plaquette L'Avioneta, Albert Ferrer Editor, novembre 1993 (reeditat dins el llibre Trenca-sons)
- Ainalar, plaquette, Els Ulls de Tirèsies 18, Barcelona: Cafè Central, 2005
- Éssera ponent, plaquette, Lleida: Morphosi, 2006

### Novel·la
- Carabassa a tot drap, o Amor lliure, ús i abús, novel·la experimental de caràcter caòtico-rocambolesc filosofal, coescrit amb Carles Hac Mor. Pagès Editors, Lleida, 2001

### Teatre
- Tirant lo Blanc la, o La perfecció és feixista, o La construcció del socialisme, coescrit amb Carles Hac Mor, Entreacte, Editorial AADPC, 2000.

### Antologada com a videoartista o poeta i rapsoda a
- Videopoesia catalana del segle XX, antologia realitzada per Habitual Video Team (Lis Costa i Josep M. Jordana), Propost.org, 2001 (DVD).[18]
- PEVB - Poesia en Viu a Barcelona (1991-2003), Projectes poètics sense títol - propost.org amb el suport de Habitual Video Team, Barcelona, 2004 (DVD, 60 minuts).[19][20]
- Poeta s e s, poesia musicada i recitada per Juan Crek, La Olla Expréss, 2006. Inclou poemes d'Ester Xargay, Carles Hac Mor, Enric Casasses, Eli Gras, Pau Riba, Elena Val, Víctor Nubla, Adela de Bara i d'altres (CD).

### Videoart
- Paraparèmies, desplaçaments, cosificacions..., 1999, en col·laboració amb Adolf Alcañiz, Barbara Held i Carles Hac Mor.[21] (Premi de creació audiovisual de Navarra, 1999).[22][23]
- El Grup de Treball, 2000, documental per a BTV sobre aquest moviment català d'art conceptual. Premi Espais a la Crítica d'art.
- L'edat de pedra (2013, durada: 23'40"), curtmetratge experimental amb Lluís Calvo.[24][25]

### Com a actriu
- Cravan vs Cravan (2002)[26]
- Murieron por encima de sus posibilidades (2014)[27][28]